# Кубок Білорусі з футболу 1998—1999
Кубок Білорусі з футболу 1998–1999 — 8-й розіграш кубкового футбольного турніру в Білорусі. Титул вдруге здобула Білшина.

## Календар
| Раунд       | Дата            | Матчі | Клуби   |
| ----------- | --------------- | ----- | ------- |
| 1/16 фіналу | 18 липня 1998   | 16    | 32 → 16 |
| 1/8 фіналу  | 23 вересня 1998 | 8     | 16 → 8  |
| 1/4 фіналу  | 29 квітня 1999  | 4     | 8 → 4   |
| 1/2 фіналу  | 11 травня 1999  | 2     | 4 → 2   |
| Фінал       | 29 травня 1999  | 1     | 2 → 1   |

## 1/16 фіналу
| Команда 1                       | Рахунок      | Команда 2                  |
| ------------------------------- | ------------ | -------------------------- |
| 18 липня 1998                   |              |                            |
| Свіслоч-Кровля (Осиповичі) (2)  | 0:3          | Білшина                    |
| Динамо-Енергогаз (Вітебськ) (2) | 3:3 пен. 3:4 | Нафтан-Девон               |
| Полісся (Козенки) (2)           | 0:1          | Торпедо (Мінськ)           |
| Рогачов (2)                     | 0:1 дч       | Гомель                     |
| Комунальник (Світлогорськ) (2)  | 0:0 пен. 4:3 | Комунальник (Слонім)       |
| Ведрич-97 (Річиця) (2)          | 0:9          | БАТЕ                       |
| ЗЛіН (Гомель) (2)               | 0:4          | Дніпро-Трансмаш (Могильов) |
| Верас (Несвіж) (3)              | 0:2          | Славія-Мозир               |
| Торпедо (Жодино) (2)            | 2:3          | Динамо (Мінськ)            |
| Белкард (2)                     | 0:3          | Торпедо-Кадино (Могильов)  |
| Ліда (2)                        | 0:1          | Молодечно                  |
| Німан                           | 2:1 дч       | Береза (2)                 |
| Динамо-93 (Мінськ)              | 2:2 пен. 4:5 | Зірка-ВА-БГУ (3)           |
| Пінськ-900 (2)                  | 1:2          | Шахтар (Солігорськ)        |
| Вейна (2)                       | 0:4          | Локомотив-96 (Вітебськ)    |
| Динамо-Юні (Мінськ) (2)         | 0:1          | Динамо (Берестя)           |

## 1/8 фіналу
| Команда 1                  | Рахунок      | Команда 2                      |
| -------------------------- | ------------ | ------------------------------ |
| 23 вересня 1998            |              |                                |
| Дніпро-Трансмаш (Могильов) | 2:0          | Нафтан-Девон                   |
| Динамо (Берестя)           | 0:2          | Гомель                         |
| Торпедо (Мінськ)           | 2:1          | Комунальник (Світлогорськ) (2) |
| Динамо (Мінськ)            | 2:4          | Славія-Мозир                   |
| Торпедо-Кадино (Могильов)  | 0:2          | Німан                          |
| БАТЕ                       | 7:1          | Зірка-ВА-БГУ (3)               |
| Молодечно                  | 1:1 пен. 8:7 | Шахтар (Солігорськ)            |
| Білшина                    | 3:0          | Локомотив-96 (Вітебськ)        |

## 1/4 фіналу
| Команда 1      | Рахунок | Команда 2                  |
| -------------- | ------- | -------------------------- |
| 29 квітня 1999 |         |                            |
| Гомель         | 0:1     | Славія-Мозир               |
| Німан          | 0:1     | Білшина                    |
| БАТЕ           | 2:1     | Дніпро-Трансмаш (Могильов) |
| Молодечно      | 1:3     | Торпедо-МАЗ (Мінськ)       |

## 1/2 фіналу
| Команда 1      | Рахунок | Команда 2            |
| -------------- | ------- | -------------------- |
| 11 травня 1999 |         |                      |
| Славія-Мозир   | 2:1     | БАТЕ                 |
| Білшина        | 1:0     | Торпедо-МАЗ (Мінськ) |

## Фінал
| 29 травня 1999 |

| Білшина                                      | 1:1      | Славія-Мозир                            |
| -------------------------------------------- | -------- | --------------------------------------- |
| Хлібосолов 9'                                | Протокол | Стрипейкіс 48'                          |
|                                              | Пенальті |                                         |
| Разумович · Тимофєєв · Михальов · Турчинович | 4:2      | Стрипейкіс · Саматов · Данилюк · Кушнір |

| Стадіон «Динамо», Мінськ Глядачів: 4 500 Арбітр: Вадим Жук |